# Cyathea pallescens
Cyathea pallescens là một loài thực vật có mạch trong họ Cyatheaceae. Loài này được (Sodiro) Domin mô tả khoa học đầu tiên năm 1929.